# Fudžimi Šobó
Fudžimi Šobó (japonsky 富士見書房), dříve Kabušiki gaiša Fudžimi Šobó (japonsky 株式会社富士見書房), je japonské nakladatelství, které se zabývá publikací light novel, mangy, RPG a karetních videoher. Bylo založeno v roce 1972 a za svou existenci prošlo třemi restrukturalizacemi. Jednou bylo samostatnou společností a podruhé obchodní značkou společnosti Kadokawa Future Publishing. V roce 2013 se rozhodlo, že nakladatelství přestane být samostatnou společností a spojí se Kadokawa Future Publishing a stane se její divizí.

## Časopisy

### Knižní časopisy
- Dragon Magazine (od roku 1988)
- Fantasia Battle Royal (2000–2007)

### Časopisy mangy
Časopisy mangy vydávané Fudžimi Šobó.
- Gekkan Dragon Age (od roku 2002)
- Dragon Age Pure (2006–2009)[3]
- Age Premium (2011–2015)[4]
- Millefeui (2013–2015)
- Young Dragon Age (dříve Bessacu Dragon Age; od roku 2019)[5][6]

### Ostatní
- Popteen (od roku 1980)
- Haiku kenkjú (1986–???)
- RPG Dragon (1995–1997)

## Obchodní značky

### Vydávané

#### Zabývající se knihami
- Fudžimi Fantasia Bunko (od roku 1988)
- Fudžimi L Bunko (od roku 2014)
- Kadokawa Books (dříve Fudžimi Šobó Novels; od roku 2014)
- Dragon Novels (od roku 2019)

#### Zabývající se mangou
- Dragon Comics Age (dříve Kadokawa Comics Dragon Jr.; od roku 1994)
- ♂BL♂ Love Love Comics (od roku 2010)
- TL nure koi Comics (od roku 2014)

#### Ostatní
- Fudžimi Dragon Book (od roku 1985)

### Ukončené

#### Zabývající se knihami
- Fudžimi Bunko
- Fudžimi Roman Bunko (1977–1991)
- Džidai šósecu Bunko ( 1984–1996)
- Oniroku Dan Bunko (1985–1987)
- Fudžimi bišódžo Bunko (1986–1993)
- Fudžimi Dragon Novels (1987–1995)
- Fudžimi Mystery Bunko (2000–2009)
- Style-F (2007–2008)
- Šin džidai šósecu Bunko (2013–2015)

#### Zabývající se mangou
- Fudžimi Fantasia Comics (1988–1993)

## Hry na hrdiny
- Arianrhod RPG
- Demon Parasite
- GURPS
- Sword World RPG
- Sword World 2.0